# Profundiconus cakobaui
Profundiconus cakobaui is een in zee levende slakkensoort uit de familie Conidae. De wetenschappelijke naam van de soort is voor het eerst geldig gepubliceerd in 2008 door Moolenbeek, Röckel en Bouchet als Conus cakobaui.